# Elbebrücke Vockerode
Elbebrücke Vockerode – most autostradowy w ciągu autostrady A9, w Niemczech, w kraju związkowym Saksonia-Anhalt, na Łabie o długości 654 m. Został zbudowany w latach 1937 - 1938 jako część Reichsautobahn Berlin-Lipsk. W ramach rozbudowy autostrady A9 do drogi sześciopasmowej (Verkehrsprojekte Deutsche Einheit nr 12) został zastąpiony nowym mostem w latach 1996-2000.